# Distrikt Marcavelica
Der Distrikt Marcavelica liegt in der Provinz Sullana der Region Piura in Nordwest-Peru. Der Distrikt wurde am 25. März 1952 gegründet. Er hat eine Fläche von 1687,98 km². Beim Zensus 2017 lebten 29.569 Einwohner im Distrikt. Im Jahr 1993 betrug die Einwohnerzahl 20.992, im Jahr 2007 26.031. Verwaltungssitz ist die 48 m hoch gelegene Kleinstadt Marcavelica mit 3458 Einwohnern (Stand 2017). Marcavelica liegt am Nordufer des Río Chira. Die Provinzhauptstadt Sullana liegt 2,5 km weiter südlich auf der gegenüberliegenden Uferseite.

## Geographische Lage
Der Distrikt Marcavelica liegt im äußersten Nordwesten der Provinz Sullana. Der Distrikt hat eine Längsausdehnung in Nord-Süd-Richtung von etwa 80 km sowie eine maximale Breite von etwa 30 km. Der Río Chira verläuft entlang der südlichen Distriktgrenze nach Westen. Der Flusslauf des Río Saman, ein rechter Nebenfluss des Río Chira, durchquert den südlichen Teil des Distrikts in südlicher Richtung. Im Norden erhebt sich der bis zu 1400 m hohe Höhenrücken Coto de Caza El Angolo.
Der Distrikt Marcavelica grenzt im Westen an die Distrikte Ignacio Escudero, La Brea, Pariñas, El Alto und Máncora (die letzten vier in der Provinz Talara), im Norden an die Distrikte Canoas de Punta Sal und Casitas (beide in der Provinz Contralmirante Villar), im Osten an die Distrikte Lancones, Querecotillo und Salitral, im Süden an die Distrikte Sullana und Miguel Checa sowie im äußersten Südwesten an den Distrikt La Huaca (Provinz Paita).

## Kleinstädte und Ortschaften im Distrikt
Es gibt nur im äußersten Süden des Distrikts größere Siedlungen. Neben Marcavelica gibt es noch folgende Kleinstädte und größere Ortschaften im Distrikt:
- La Golondrina (2486 Einwohner)
- La Noria (772 Einwohner)
- La Quinta (2441 Einwohner)
- Mallares (5140 Einwohner)
- Mallaritos (6100 Einwohner)
- Monterón (2166 Einwohner)
- Samán Grande (1954 Einwohner)
- Samán Chico (308 Einwohner)
- San Miguel de Tangarará (1377 Einwohner), 1532 von Francisco Pizarro gegründet
- Vista Florida (1058 Einwohner)